# Vatovec
Vatovec je priimek več znanih Slovencev:
- Andrej Vatovec (1910—1996), minoritski redovnik na Ptuju
- Elvira Vatovec (1922—1944), partizanska učiteljica
- Egon Vatovec (*1944), arhitekt
- Ernest Vatovec (1902—1987), politik
- Fran Vatovec (1901—1976), zgodovinar, novinar, retorik, publicist, prof.
- Katarina Vatovec, pravnica, strok. za evropsko pravo
- Marko Vatovec (*1961), dirigent, zborovodja
- Matej Tašner Vatovec (*1983), politik
- Srečko Vatovec (1916—1982), veterinar, univ. prof.
- Walter Vatovec, zamejski košarkarski trener